# Pakistanische Cricket-Nationalmannschaft in Neuseeland in der Saison 2016/17
Die Tour der pakistanischen Cricket-Nationalmannschaft nach Neuseeland in der Saison 2016/17 fand vom 17. bis zum 21. November 2016 statt. Die internationale Cricket-Tour war Bestandteil der Internationalen Cricket-Saison 2016/17 und umfasste zwei Tests. Neuseeland gewann die Serie 2–0.

## Vorgeschichte
Neuseeland bestritt zuvor eine Tour in Indien, Pakistan gegen die West Indies. Das letzte Aufeinandertreffen der beiden Mannschaften bei einer Tour fand in der Saison 2015/16 in Neuseeland statt. Am 14. November gab es vor der Südinsel Neuseelands ein Erdbeben, die Tour konnte dennoch wie geplant beginnen.

## Stadien
Die folgenden Stadien wurden für die Tour ausgewählt und am 27. Mai 2016 bekanntgegeben.
| Stadion     | Stadt        | Kapazität | Spiele  |
| ----------- | ------------ | --------- | ------- |
| Hagley Oval | Christchurch | 20.000    | 1. Test |
| Seddon Park | Hamilton     | 10.000    | 2. Test |

## Kaderlisten
Pakistan benannte seinen Kader am 31. Oktober 2016.
Neuseeland benannte seinen Kader am 10. November 2016.
| Test | Test |
| Neuseeland | Pakistan |
| --- | --- |
| - Kane Williamson (K) - Todd Astle - Trent Boult - Doug Bracewell - Colin de Grandhomme - Matt Henry - Tom Latham - James Neesham - Henry Nicholls - Jeet Raval - Mitchell Santner - Tim Southee - Ross Taylor - Neil Wagner - BJ Watling (wk) | - Misbah-ul-Haq (K) - Azhar Ali (VK) - Asad Shafiq - Babar Azam - Imran Khan - Mohammad Amir - Mohammad Nawaz - Mohammad Rizwan - Rahat Ali - Sami Aslam - Sarfraz Ahmed (wk) - Sharjeel Khan - Sohail Khan - Wahab Riaz - Yasir Shah - Younis Khan |

## Tests

### Erster Test in Christchurch
| 17. – 20. November Scorecard | Christchurch (HO) | Pakistan 133 (55.5) & 171 (78.4) | – | Neuseeland 200 (59.5) & 108-2 (31.3) |
|                              |                   | Neuseeland gewinnt mit 8 Wickets |   |                                      |

Pakistan wurde auf Grund von zu langsamer Spielweise mit einer Geldstrafe belegt und der Kapitän Misbah-ul-Haq für das folgende Spiel gesperrt.

### Zweiter Test in Hamilton
| 25. – 29. November Scorecard | Hamilton | Neuseeland 271 (83.4) & 313-5d (85.3) | – | Pakistan 216 (67) & 230 (92.1) |
|                              |          | Neuseeland gewinnt mit 138 Runs       |   |                                |

Pakistan wurde auch im zweiten Test auf Grund von zu langsamer Spielweise mit einer Geldstrafe belegt.